# Federico Spoltore
Federico Spoltore (Lanciano, 18 luglio 1902 – Lanciano, 15 aprile 1988) è stato un pittore italiano.

## Biografia
Fin dalla prima giovinezza dimostrò grande sensibilità artistica, attirando l'attenzione di artisti locali quali Basilio Cascella e Francesco Paolo Michetti. Dopo il ginnasio, frequentato nella sua città, grazie a un sussidio della Provincia si trasferì a Roma per studiare presso il Regio Istituto di Belle Arti, dove si diplomò nel 1924: frequentò anche il corso di nudo all'Accademia di Francia. Ancora studente, fu professore assistente di pittura presso l'Accademia di Belle Arti di Roma, incarico che lasciò al termine degli studi per dedicarsi interamente alla pittura.
Fu un ritrattista noto in tutto il mondo e ricevette diverse commissioni pubbliche: in occasione della visita di Adolf Hitler in Italia, gli fu fatto realizzare un doppio ritratto del cancelliere tedesco e di Benito Mussolini; ritrasse anche numerosi membri delle famiglie reali italiana e bulgara, di Stalin, Truman, Einstein e papa Pio XI. Il suo ritratto di papa Pio XII, realizzato nel 1947, fu usato come ritratto ufficiale nell'Anno santo del 1950.
Dopo gli anni cinquanta il suo interesse si spostò verso l'arte astratta e simbolica, anche se non abbandonò mai l'arte figurativa.
Morì a Lanciano nel 1988.

## Casa Museo di Federico Spoltore
La sua casa natale, sita di fronte alla chiesa di Chiesa di Santa Maria Maggiore, è stata riconosciuta museo nel 2001; si tratta di un palazzo ottocentesco che unisce più abitazioni risalenti al Cinquecento. Una torre sovrasta il palazzo con finestra medievale. Al portale vi è una targa marmorea.
Al suo interno, la casa museo è articolata su quattro livelli in un percorso che abbraccia l'evoluzione artistica del pittore. Alcuni ambienti presentano eccezionali dipinti murali allegorici degli Anni Cinquanta eseguiti dallo stesso artista, oltre ai numerosi dipinti che spaziano dal periodo della ritrattistica, a quello "dei Velluti" ed al successivo periodo "non figurativo". Di suggestione una Sala Ottocento con un grande camino anch'esso decorato dal Maestro. Nella torretta superiore si conserva il suo atelier.

## Opere
Nel periodo iniziale, Spoltore si distinse come ritrattista, con dipinti realizzati anche per personaggi noti come re Vittorio Emanuele III, Benito Mussolini, Stalin, Mrs Roosevelt e il Presidente Truman, Enrico De Nicola primo Presidente della Repubblica. A seguire, oltre ai ritratti di famiglia, Spoltore eseguì dipinti a carattere sacro per chiese abruzzesi come quelle situate a Guardiagrele, dov'era la casa materna, a Castiglione Messer Marino, a Castel di Sangro e a Pescara.
Nel campo dei dipinti a soggetto religioso, uno dei suoi capolavori è il ciclo della Chiesa dei Gesuiti a Palermo, Casa Professa. L'intera decorazione pittorica 
fu eseguita dal Maestro con scene del Trionfo dell'Ordine poiché l'originale barocco era andato distrutto a causa dei bombardamenti della II guerra mondiale.
Dagli anni Sessanta sino alla fine del Novecento, Spoltore partecipò a mostre internazionali per il suo stile "non figurativo".
- Studio per il ritratto di Benito Mussolini 1938 Tecnica mista su carta incollata si cartoncino; 38,2 x 35 cm, supporto in cartoncino 42 x 39 cm, Collezione privata CariChieti, Chieti
- The emigrant, olio su tela, CariChieti, Chieti
- Ritratto di tre fanciulli con cane (anni '40), Casa Spoltore, Lanciano
- Quadro di San Michele Arcangelo, (1944), chiesa di San Nicola, Lanciano,  ora nel deposito del museo diocesano di Lanciano
- Jack russell terrier portrait, 1947, collezione privata
- Pala d'altare dell'Annunciazione nel Paradiso (1958, la chiesa preesistente era dedicata alla Santissima Annunziata), chiesa di San Giovanni Battista, Castel di Sangro (L'Aquila)
- Il Buon Pastore - Cristo e l'Adultera (1960), tele laterali, chiesa di San Giovanni a Castel di Sangro (L'Aquila)
- Il convento di Santa Maria Maddalena a Castel di Sangro (1958 ca.), acquerello, collezione Piancoteca Patiniana di Castel di Sangro
- Pala monumentale della Crocifissione di Cristo, 1957-58 chiesa madre di Castiglione Messer Marino (Chieti)
- Ciclo dell'Annunciazione e Vita di San Giuseppe, 1954 cappella di San Giuseppe nell'ex convento delle Suore Missionarie del Bambino Gesù, Guardiagrele (Chieti)
- Pala del Trionfo di San Donato martire tra adoranti, 1954, santuario di San Donato, Guardiagrele (Chieti)
- Cristo e la Samaritana 1958, chiesa parrocchiale di Castiglione Messer Marino (Chieti), l'opera verrà ricopiata da Maida Tonti per un quadro omonimo nella chiesa madre di Carovilli (IS)
- Figliol prodigo, 1958, chiesa parrocchiale di Castiglione Messer Marino (Chieti)
- San Giuseppe, 1954, chiesa parrocchiale di Castiglione Messer Marino (Chieti)
- Madonna e il Sacro Cuore, 1954, chiesa parrocchiale di Castiglione Messer Marino (Chieti)
- 1954 - 1956, Gloria, affresco della volta della navata centrale, restauri post bellici nella chiesa del Gesù di Palermo.
- Spiritual 1968, acquerello, collezione privata CariChieti, Chieti
- Momento di Genesi, 1968, acquerello, Casa Spoltore, Lanciano
- Ciclo degli Spettacoli cosmici, Collezione privata, Chieti
- Il poema dell'amore - Stornello campagnolo, 1960, Casa Spoltore, Lanciano
- Sinfonia mattinale - Suggestività, 1962, Casa Spoltore, Lanciano
- Mistero degli elementi, 1963, Casa Spoltore, Lanciano
- Dinamica di vita (1966), Casa Spoltore, Lanciano
- Mondo della tragedia, 1970, Casa Spoltore, Lanciano